# Église Saint-Pierre de Prouilly
Pour les articles homonymes, voir Église Saint-Pierre.
L'église Saint-Pierre  est une église gothique du XIIe au XIIIe siècle située à Prouilly, en France.

## Historique
L’église Saint-Pierre, d’architecture romane, date du XIIe siècle et XIIIe siècle. Elle est classée aux Monuments Historiques depuis le 9 août 1921. Parmi ses éléments remarquables, on trouve :

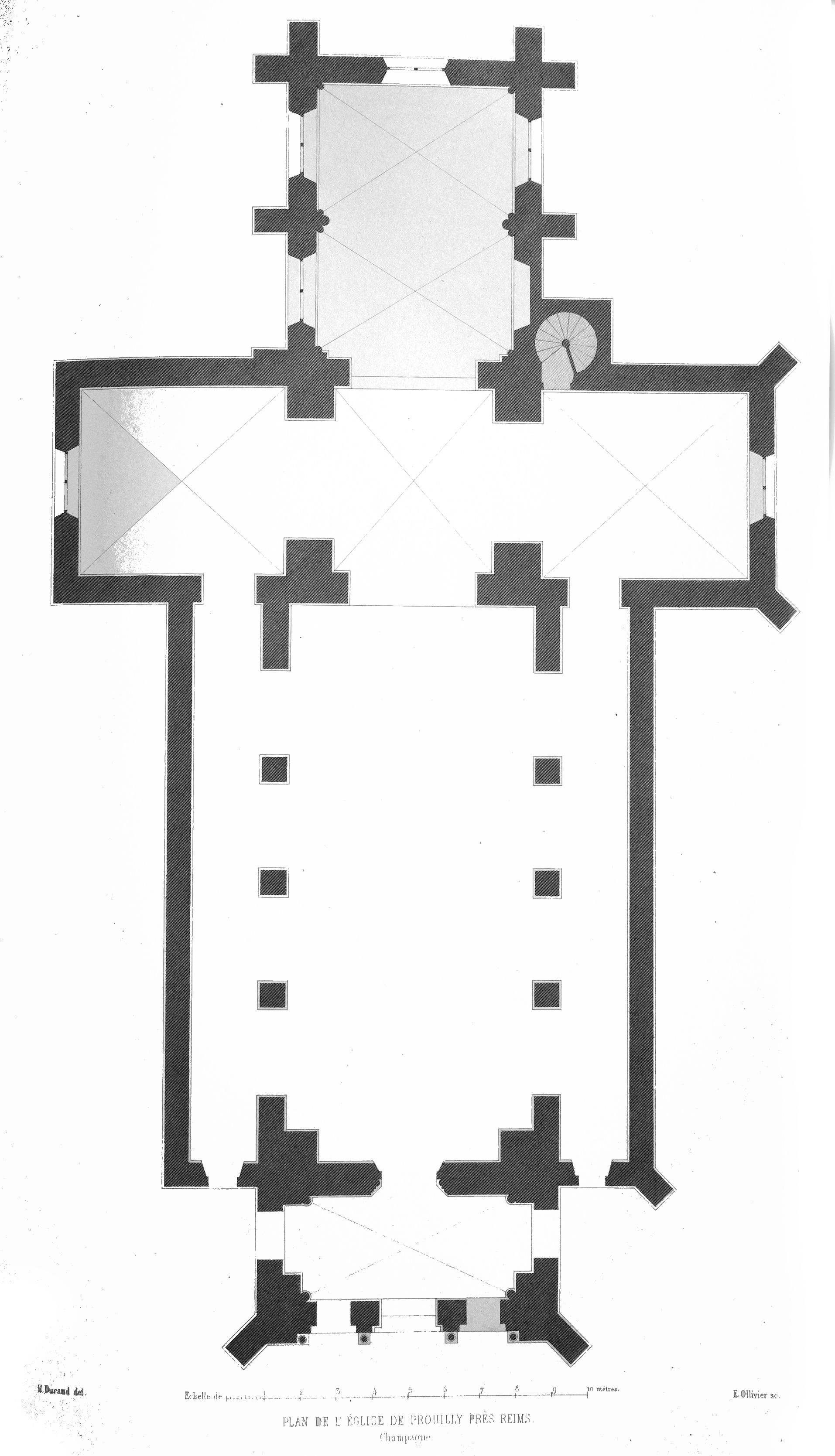
En plan.
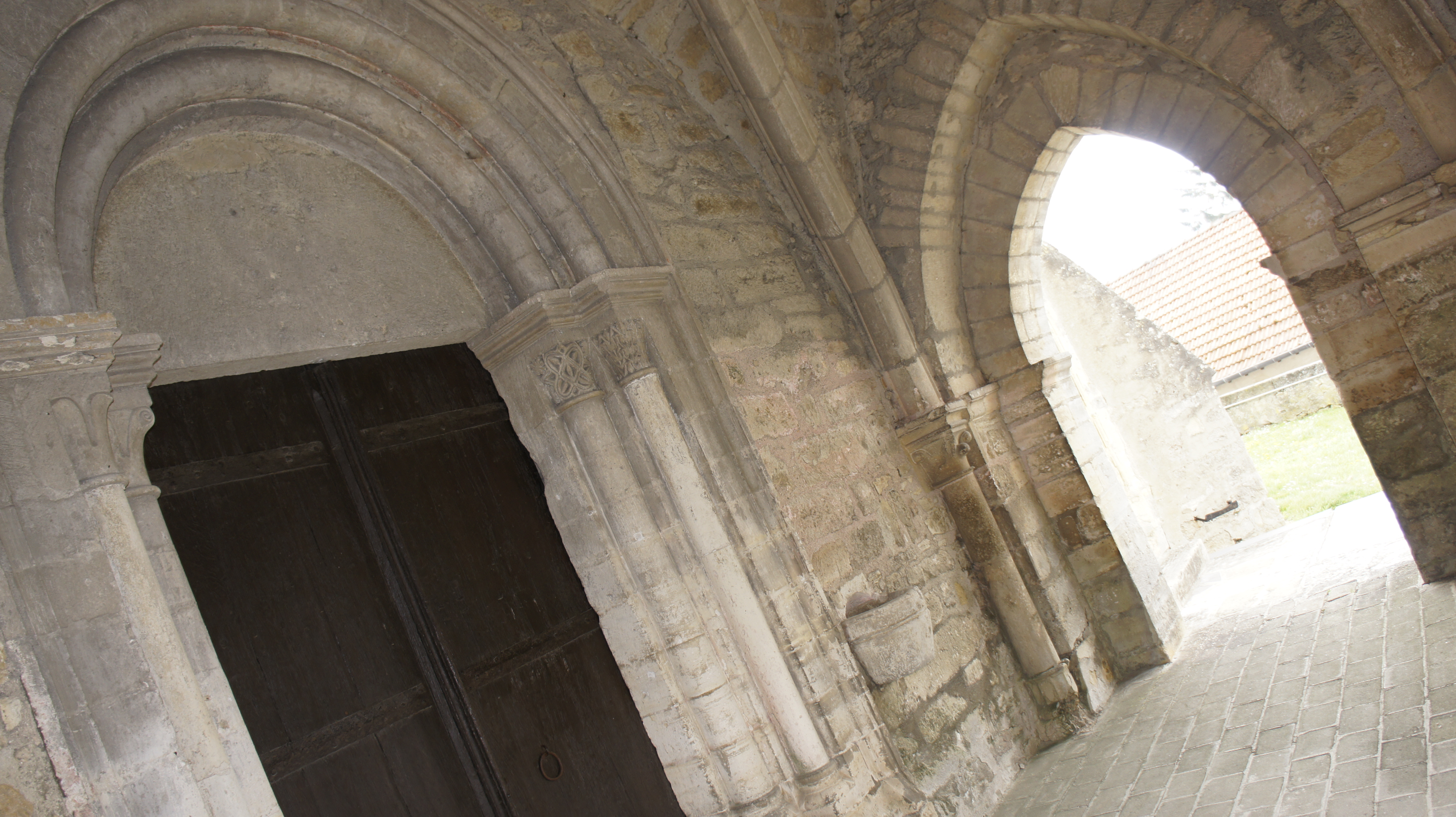
Porche et sa galerie.

- Fonts baptismaux (XIIe siècle), classés le 25 juillet 2002.

- 3 statues (petite nature) : saint Pierre, évêque (XIVe siècle) : saint Pierre et deux évêques, statues décorant le tympan du porche-galerie occidental. Les statues, insérées dans le tympan trilobé des trois parties du portail occidental, représentent, celle du centre, saint Pierre, avec sa clé dans la main gauche, un livre dans la main droite, vêtu d'une longue robe, à sa droite, un évêque mitré, crosse à la main, un autre évêque mitré à sa gauche. Elles sont classées le 10 mars 1908.

## Architecture

Émergeant du village.

### Mobilier
En l'église se trouvent de nombreux objets remarquables.
- Plaque mémoriale à Mlle Lacroix, MM. Gaudin, Fauvet et Wargnier, bienfaiteurs de l'église bas-relief : La Crucifixion (1555). Inscription funéraire décorée de la Crucifixion, bas-relief. Épitaphe ornée d'un encadrement sculpté de 1507, Lescavinier et surmonté d'un bas-relief (calvaire). Elle est classée[3] le 23 octobre 1908).

- Lambris de revêtement (XVIe siècle). Boiseries diverses : panneaux ornés de parchemins plissés, d'écussons, etc. Classés le 23 octobre 1908.

- Garde-corps de tribune - balustrade (XVIe siècle). Classé[4] le 23 octobre 1908.

- Toiles du Christ en croix (XVIIe siècle) et de saint Jérôme (restauré en 2009) (XIXe siècle). Classées en 1999.

- Statues en pierre de saint Jean-Baptiste, de saint Bernard et de la Vierge à l'enfant (XIXe siècle). Classées en 1999.

- Chemin de croix (1858) : Ensemble réalisé par le peintre François Clovis Hécart-Gaillot (1813-1882) donné par les paroissiens en 1858, et restauré en 2009. Il est classé le 25 juillet 2002.

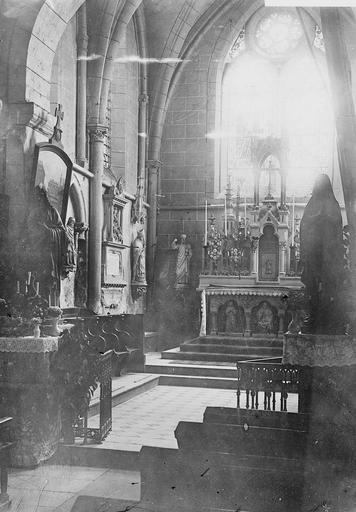
En 1914.
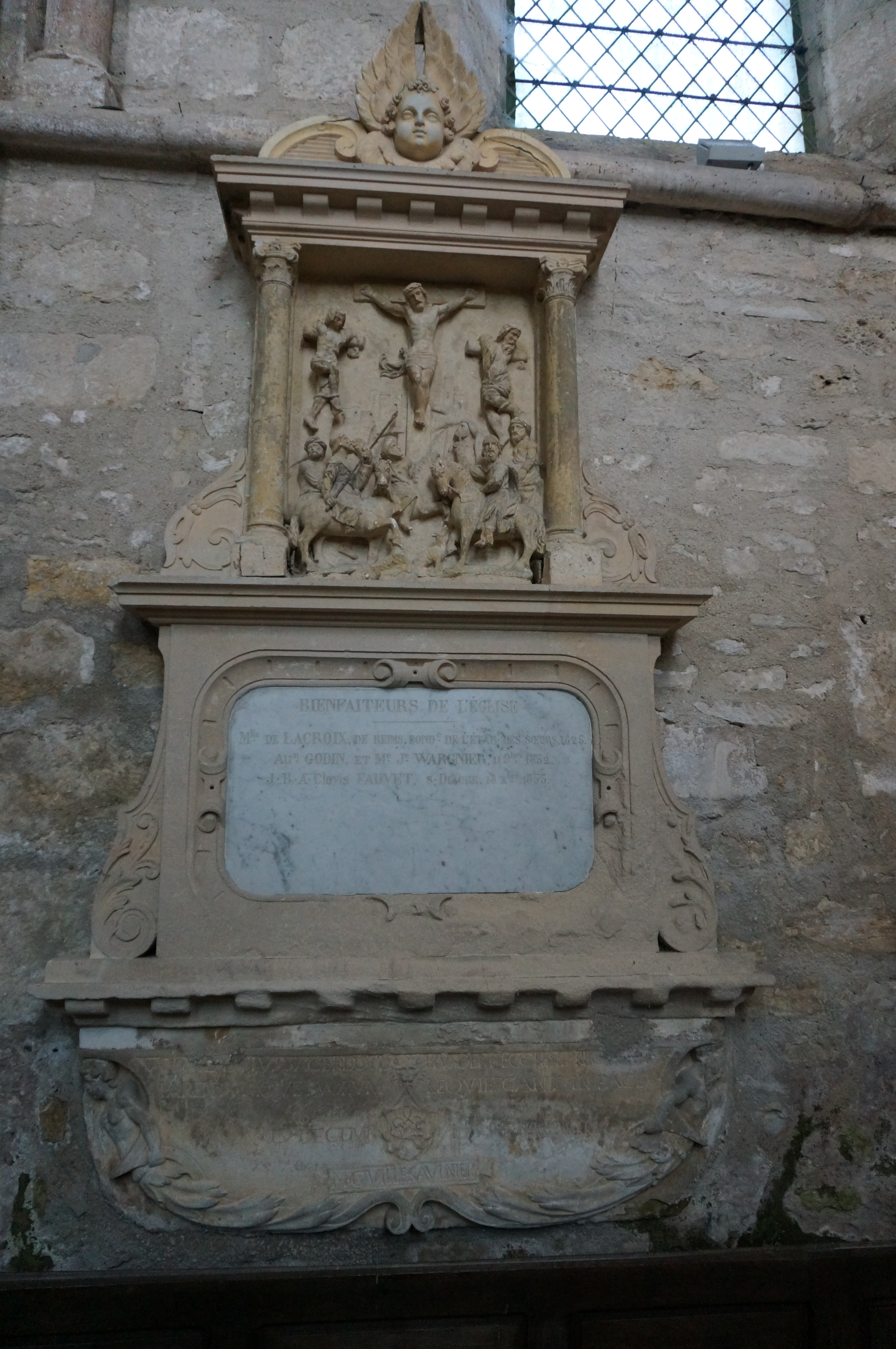
Bienfaiteurs, crucifixion, épitaphe.
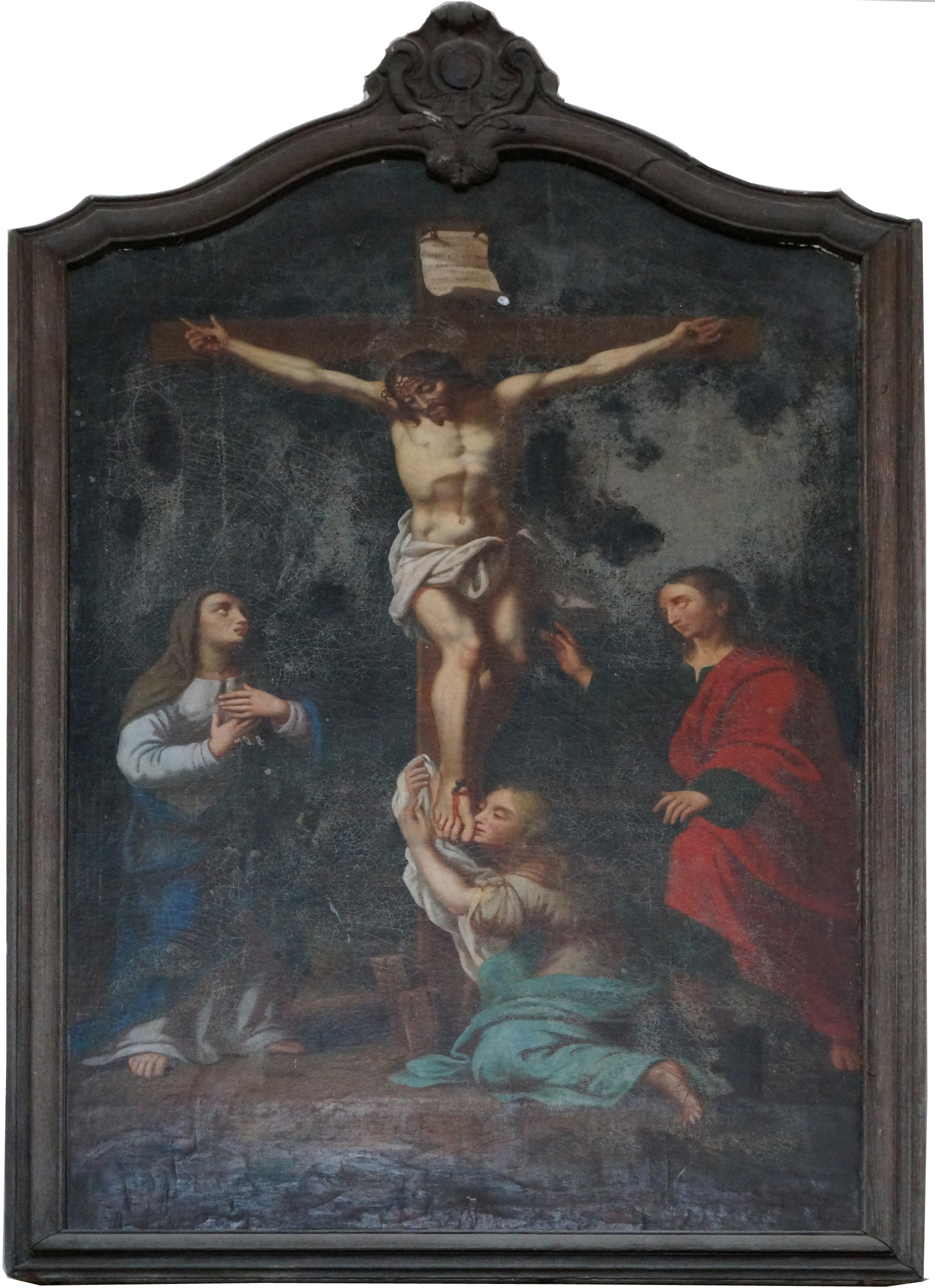
Chemin de croix.
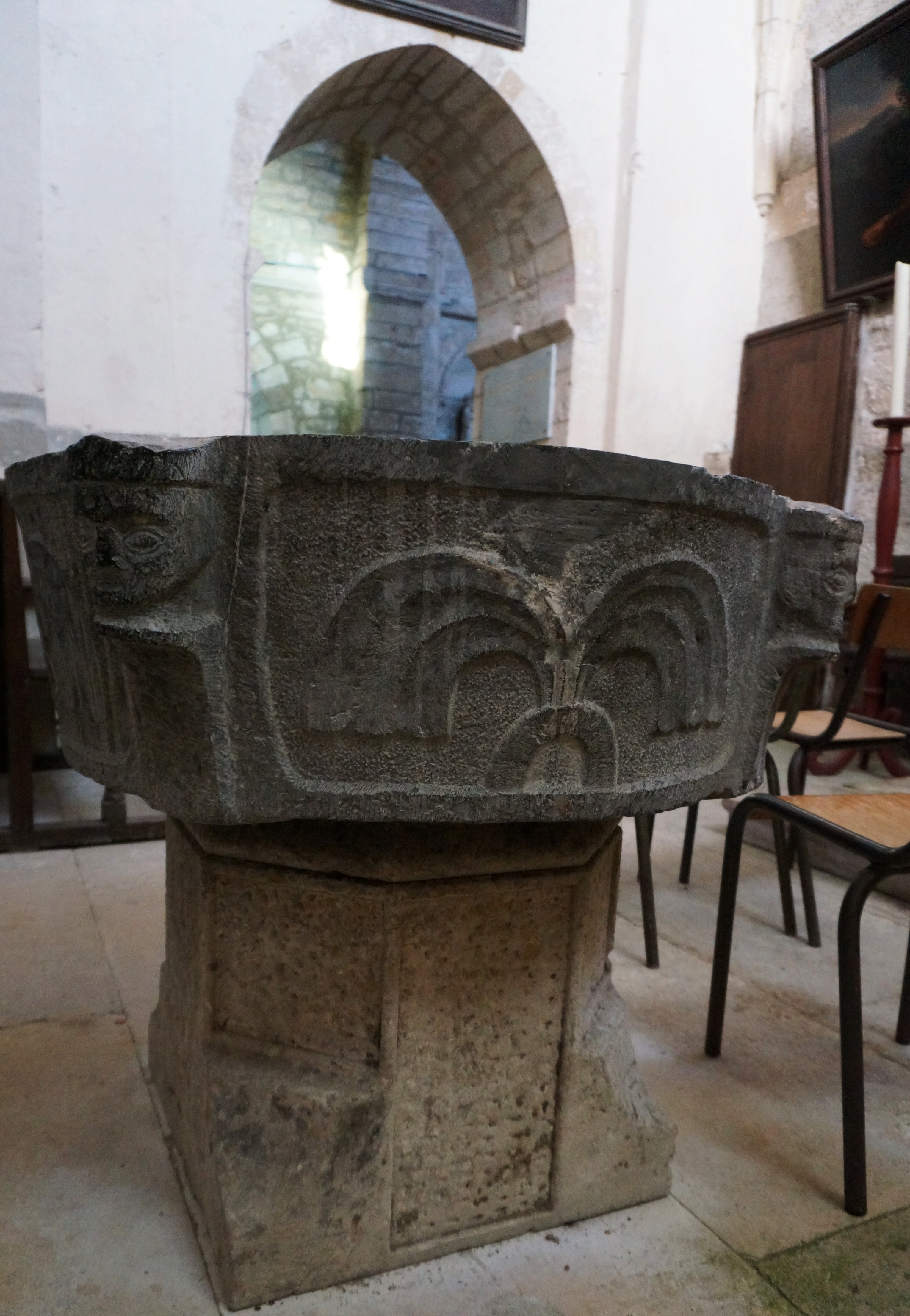
Fonts baptismaux
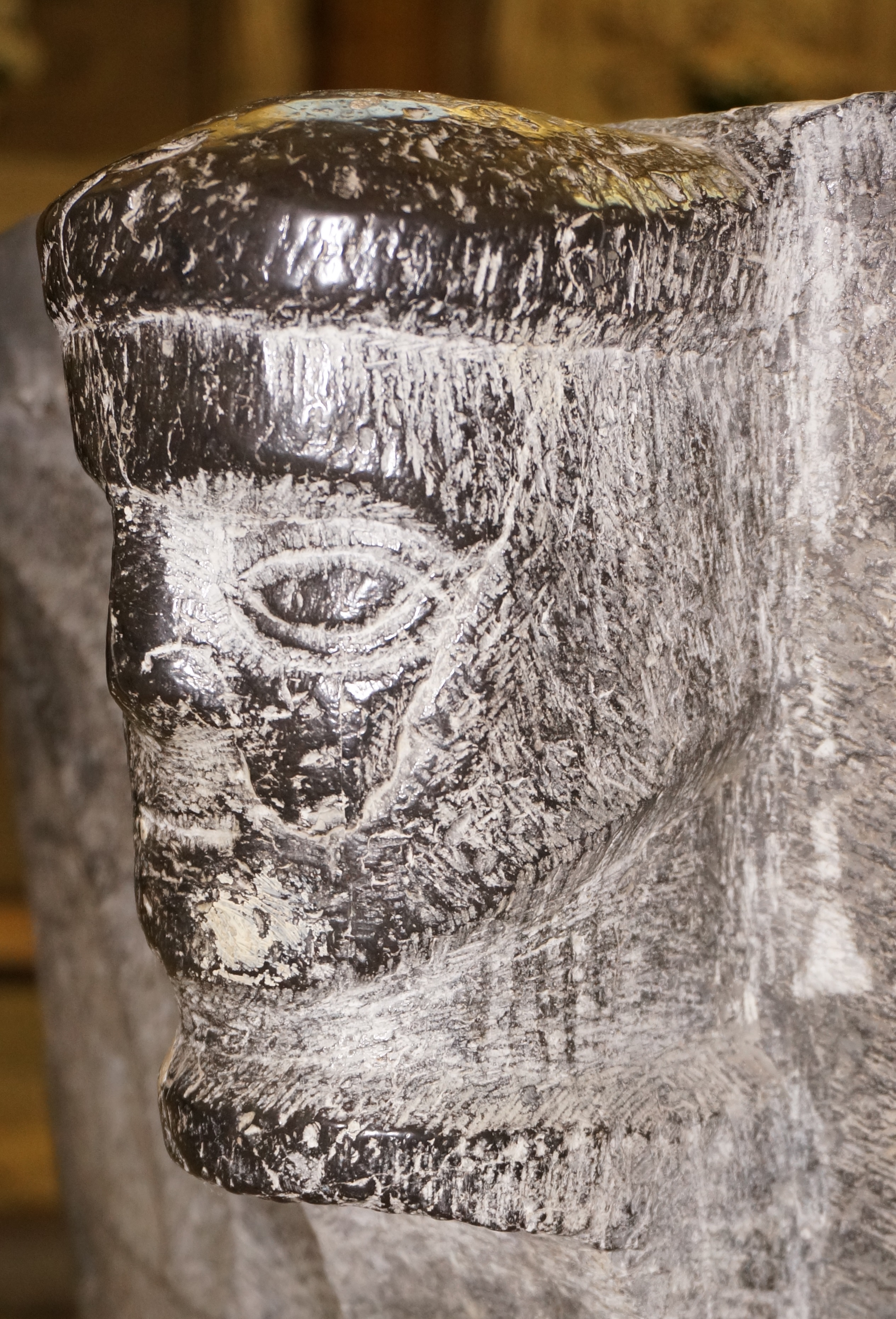
vue de détail.
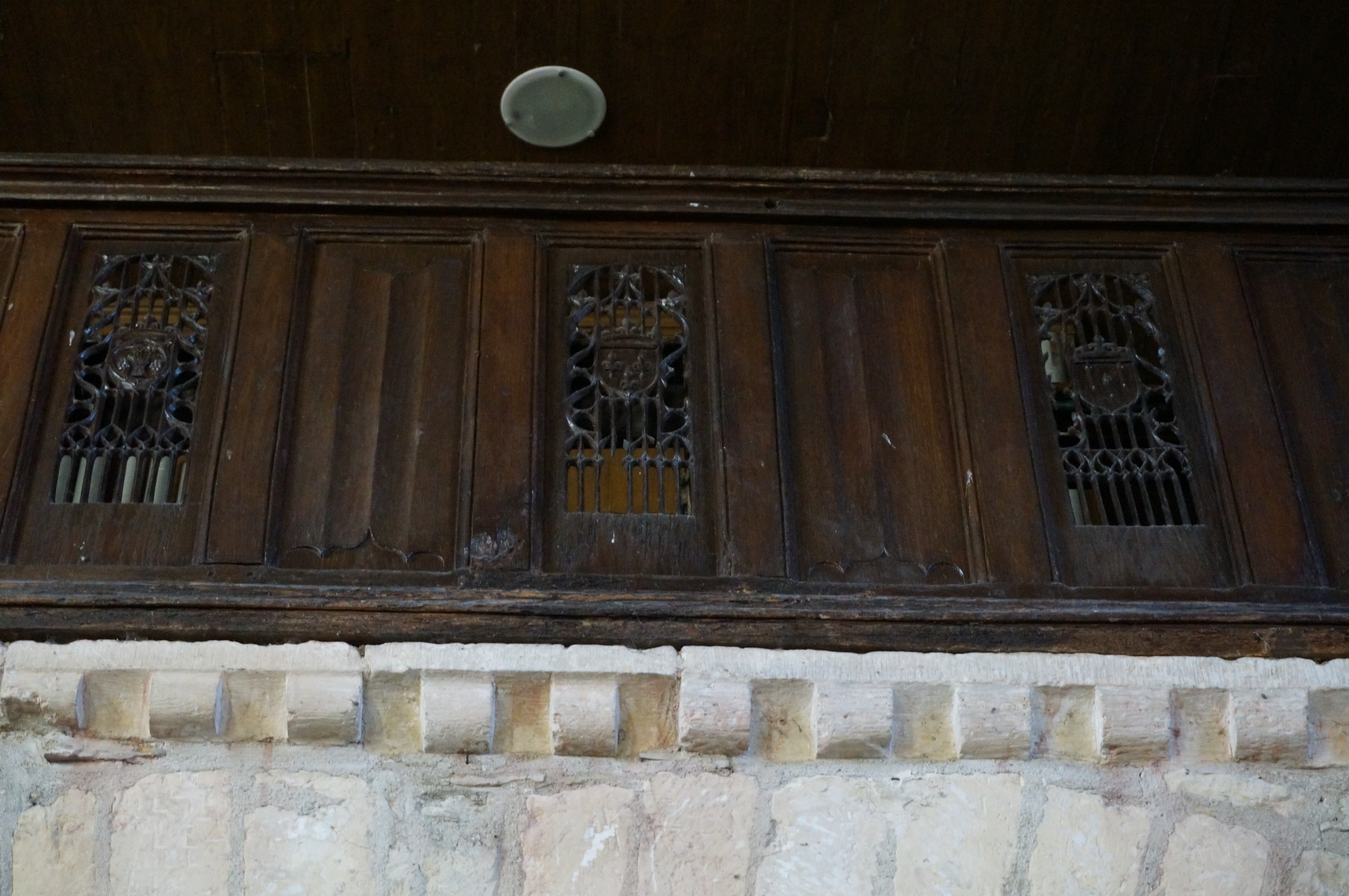
Lambris de garde-corps.